# Satous rudis
Satous rudis là một loài tò vò trong họ Ichneumonidae.